# Gabriele Casadei
Pour les articles homonymes, voir Casadei.
Gabriele Casadei est un céiste italien né le 10 août 2002 à Ivrée, dans le Piémont. Il a remporté avec Carlo Tacchini la médaille d'argent du C2 500 mètres aux Jeux olympiques d'été de 2024, organisés à Paris.